# Тиратур Киликеци
Тиратур Киликеци (арм. Տիրատուր Կիլիկեցի) — армянский педагог, переписчик и миниатюрист XIII—XIV веков. Один из предводителей Гладзорского университета, позже — настоятель Гермонского монастыря.

## Биография

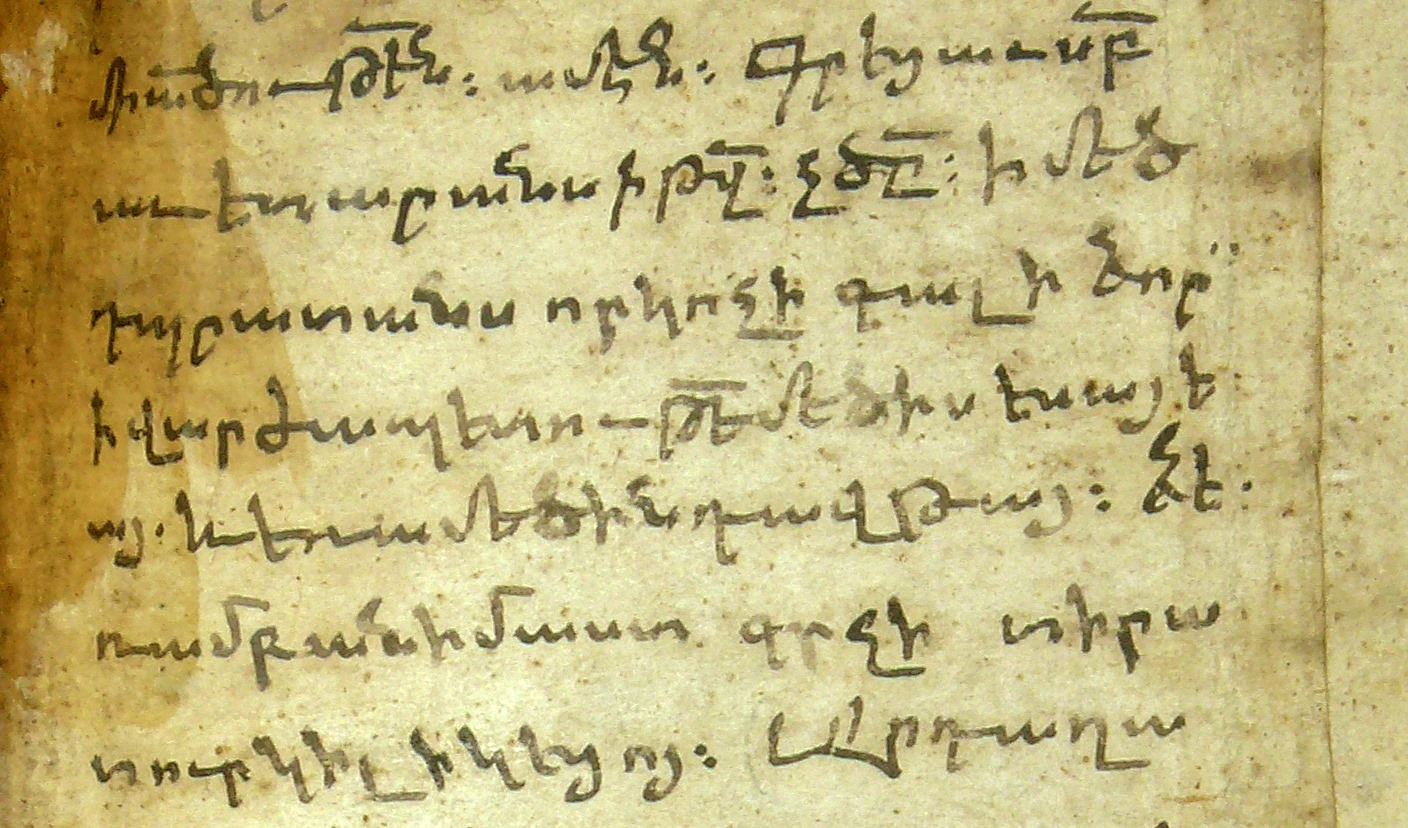
Колофон Тиратура Киликеци, написанный в Гладзоре в 1309 году

Биографические данные скудны. Был одним из многих монахов (наряду с Погосом Акнеци, Маттеосом Мличеци, Варданом Бардзрбердци, и т. д.), приехавших из Киликийской Армении в Гладзорский университет в целях улучшения образования. Впервые упоминается в одной рукописи «Книги скорбных песнопений» 1291 года. В 1309 году переписал и иллюстрировал Евангелие, оставив небольшую памятную запись. В 1321 году был уже одним из учителей (вардапетов) Гладзорского университета, позже стал одним из рабунапетом Гладзора наряду с Есаи Нчеци.
Как и Есаи Нчеци, Тиратур интересовался западными идеями и был открыт к диалогу с Католической церковью. В 1323 году он заказал для себя копию «„Комментариев на Сентенции“ Петра Ломбардского» Фомы Аквинского на армянском (труд был в переведён Ованесом Цорцореци незадолго до этого).
Прославился педагогической деятельностью, современники величали его «учителем всей Гайканской нации», «великим наставником», «блаженным ритором». Из его учеников впоследствии известность получил Ованес Воротнеци. После смерти Есаи Нчеци в 1338 году Гладзорская школа некоторое время продолжала существование под руководством Тиратура, но вскоре переместилась в монастырь Гермона, во владения Орбелянов. Он оставался настоятелем Гермонского монастыря до конца своей жизни в 1350-х годах, после чего деятельность в школе пришла в упадок и она переместилась в Воротнаванк.

## Живописная деятельность
Миниатюры Тиратура содержат элементы обеих основных школ армянской миниатюры — киликийской и гладзорской. Для оценки его творчества, как художника, важна иллюстрированная им рукопись Евангелия 1309 года. В рукописи нет картин с религиозными сценами и не украшены каноны Евсевия, но есть четыре портрета евангелистов, пышно украшенные титульные листы и небольшие иллюстрации на полях страниц. В целом Тиратур остался верен традициям киликийской миниатюрной школы, но в отдельным местах явно чувствуется влияние гладзорской школы: в его миниатюрах есть схожести с миниатюрами Тороса Таронаци и Момика.
Помимо этого Евангелия, сохранилась и другая рукопись переписанная Тиратуром, представляющая собой сборник из более десятка трактатов разного содержания — философского, богословского и естествонаучного.

## Память
В первоисточниках сохранились не только восхваляющие Тиратура памятные записи, но и рассказы (басни, новеллы), связанные с ним. Эти рассказы свидетельствуют о его большой популярности в широких слоях населения. Один из них, к примеру, гласит:
Тиратура вардапета однажды пригласили на службу. Когда завершилась обедня, забыли его накормить. Вечером привели его в дом и посадили за обеденный стол. Князь спрашивал: «Сколько тебе лет, вардапет?». Вардапет сказал: «Без одного дня — сорок». Князь говорит: «Почему без одного дня?». Тот ответил: «Потому что сегодня не обедал, он не входит в счёт». Так он говорил в духовном смысле. Потому что, если человек хоть один день не услышит божественное слово, не будет молиться или не послушает вардапета, или же послушает и забудет — этот день в его жизни проклят.

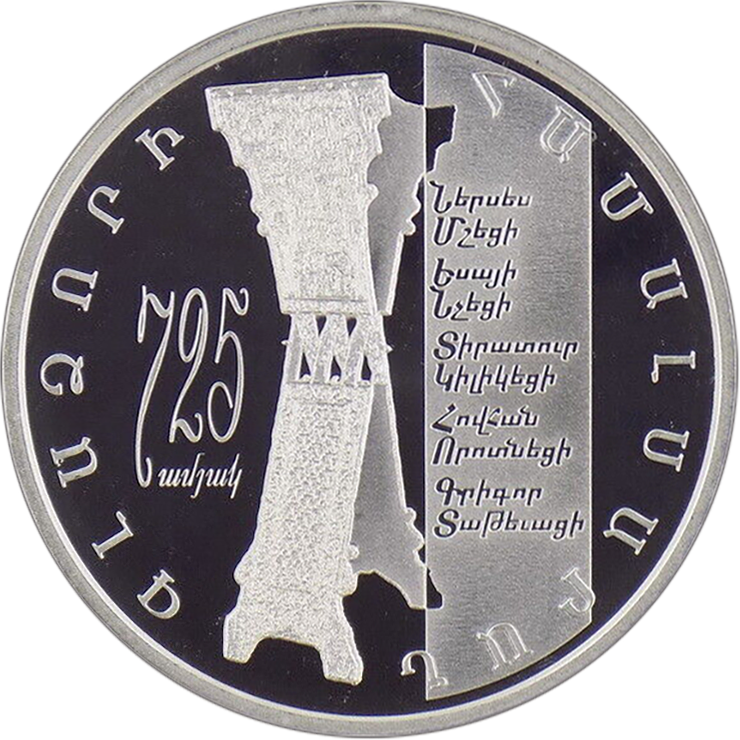
Посвящённая Гладзорскому университету памятная монета

В 2009 году в честь 725-летия Гладзорского университета Центральный банк Армении выпустил серебряные монеты номинальной стоимостью 1000 драмов (в общей сложности 500 штук). На обратной стороне монеты написаны имена виднейших преподавателей и воспитанников Гладзора, в том числе и Тиратура Киликеци.
Комментарии
1. ↑  Рабунапет (дословно — «верховный раввин») — учёная степень в средневековой Армении, глава вардапетов
2. ↑  Эта рукопись сохранилась до наших дней. Матенадаран № 2515. Количество листов — 342. Материал — бумага. Шрифт — болоргир.
3. ↑  Последние годы жизни достаточно плохо освещены в первоисточниках. В последний раз Тиратур упоминается в рукописи 1349 года из Гермонского монастыря, но его смерть традиционно датируется серединой 1350-х годов.
4. ↑  Матенадаран № 3393. Количество листов — 263. Материал — бумага. Шрифт — болоргир.
5. ↑  Матенадаран № 1751. Количество листов — 326. Материал — бумага. Шрифт — болоргир. Не датирована.